# Flaga Unii Afrykańskiej
Flaga Unii Afrykańskiej – została ustanowiona w 1970 jako flaga Organizacji Jedności Afrykańskiej a następnie Unii Afrykańskiej.

## Historia i symbolika

### Flaga 1970-2010
Od 1970 do stycznia 2010 flaga składała się z szerokiego zielonego poziomego paska u góry i dołu oraz dwóch wąskich pasków w kolorze złota od strony wewnętrznej. Wewnątrz, na białym polu umieszczone było godło Unii.
Symboliczne znaczenie starej flagi:
- Barwa zielona symbolizuje nadzieję i dążenie do jedności;
- Barwa złota oznacza afrykańskie bogactwo i jasną przyszłość;
- Barwa biała oznacza czystość pragnienia Afryki aby mieć przyjaciół na całym świecie[1].

Gdy w 2002 w miejsce OJA powołano Unię Afrykańską zachowano flagę jej poprzedniczki.

### Flaga od 2010
31 stycznia 2010 została ustanowiona nowa flaga Unii Afrykańskiej. Barwa nowej flagi jest zielona. Na środku flagi znajduje się zarys kontynentu afrykańskiego, za nim białe koło, z którego rozchodzą się centrycznie promienie i gwiazdy.